# Lex Mamilia de coniuratione Iugurthina
La lex Mamilia de coniuratione Iugurthina fu un provvedimento giudiziario indetto dal tribuno della plebe Gaio Mamilio Limetano nel 66 a.c. Circa.

## Disposizioni
La legge ordinava un'inchiesta giudiziaria su coloro che erano stati corrotti dal re di Numidia Giugurta, che era in guerra con Roma dal 112 al 105 a.C.: nello specifico veniva istituito un tribunale di tre persone per indagare su "coloro che avevano istigato Giugurta a ignorare i decreti del Senato, e coloro che, da legati o comandanti, avevano accettato denaro da lui, gli avevano consegnato disertori o elefanti o avevano tramato accordi di pace o guerra col nemico".

## Storia
Il clima politico che la guerra giugurtina aveva suscitato portò a numerosi episodi di contrasti tra la plebe e i patrizi a Roma: nel 111 a.C. il tribuno Gaio Memmio, per esempio, aveva pubblicamente accusato e denunciato Lucio Calpurnio Bestia, Marco Emilio Scauro e altri senatori esponenti dell'aristocrazia di essere stati corrotti da Giugurta, tanto che, con un salvacondotto, lo aveva fatto venire a Roma per interrogarlo al riguardo, cosa che avrebbe fatto se il tribuno Gaio Bebio non avesse posto il veto sull'investigazione. Il clima di malumore causato dall'intercessione, però, aveva causato uno stato di tensione tale che un provvedimento giudiziario quale la lex Mamilia sarebbe stato inevitabile. All'interno della commissione di tre quaestores, inoltre, si inserì Scauro, che era stato accusato da Memmio ed era uno dei più sospettati. Scauro difese come poté Bestia, ma la persecuzione del tribunale della lex Mamilia toccò numerosi romani dell'epoca.